# Ghetto Machine
Ghetto Machine és el dotzè àlbum del grup de música heavy metal Loudness, publicat el 1997.

## Cançons
1. Ghetto Machine
2. Slave
3. Evil Ecstacy
4. San Francisco
5. Love And Hate
6. Creatures
7. Katmandu Fly (Instruemntal)
8. Hypnotized
9. Dead Man Walking
10. Jamine Sky
11. Wonder Man

## Formació
- Masaki Yamada: Veus
- Akira Takasaki: Guitarra
- Naoto Shibata: Baix
- Hirotsugu Homma: Bateria